# Arrestation illégale
En common law, une arrestation illégale (anglais: false arrest) est un délit civil (tort), où un demandeur allègue qu'il a été détenu sans cause probable ou sans ordonnance rendue par un tribunal compétent. Il est  possible de poursuivre en justice les responsables de l'application des lois pour arrestation illégale.

## Droit britannique
Au Royaume-Uni, un officier de police peut arrêter une personne en vertu de la loi si elle exécute un mandat, si elle a "une croyance raisonnable" qu'une personne est impliquée dans une infraction pénale, ou si elle a une croyance raisonnable qu'une personne est sur le point d'être impliquée dans une infraction pénale et il est nécessaire d'arrêter cette personne. La preuve d'une arrestation injustifiée dépend de la preuve qu'un agent n'avait pas de croyances raisonnables et qu'il n'était pas nécessaire d'arrêter quelqu'un.

## Droit américain
En droit américain, n'importe qui peut arrêter une personne s'il est en possession d'un mandat d'arrestation délivré par un tribunal compétent. Aux États-Unis, cela comprend les chasseurs de primes  agissant sous l'autorité d'un mandat d'arrestation pour traduire en justice un accusé qui a ignoré la libération sous caution. Un policier ou une personne autorisée par la loi peut arrêter toute personne dont il a des motifs raisonnables de croire qu'elle a commis une infraction pénale. Toutefois, dans le cas d'un délit, d'une infraction punissable sur déclaration de culpabilité par procédure sommaire ou d'une infraction non criminelle (comme une infraction aux règlements municipaux), l'agent ne peut arrêter le suspect que le temps nécessaire pour l'identifier et lui donner une citation à comparaître, à moins qu'il y ait des raisons de croire qu'il ne comparaîtra pas en réponse à la citation à comparaître. Toute personne peut arrêter une personne soupçonnée d'avoir commis un crime ou un acte criminel, tant que la personne qui l'arrête croit que le suspect tente de fuir les lieux du crime. Une personne ne peut être arrêtée parce qu'elle est soupçonnée d'avoir commis un crime bien après coup, à moins que l'officier chargé de l'arrestation ne dispose d'un mandat d'arrêt.

## Droit canadien

### Québec
En droit québécois, une arrestation illégale donne théoriquement un droit de poursuite civile en vertu des règles de la responsabilité extracontractuelle (art. 1457 du Code civil du Québec), comme l'illustre l'affaire White c. Green. Par contre, lorsque la poursuite pour arrestation illégale concerne une municipalité, elle est assujettie à la courte prescription de six mois des articles 585-586 de la Loi sur les cités et villes.